# ارکیده‌های کوتوله
ارکیده‌های کوتوله (نام علمی: Corunastylis) نام یک سرده از تبار درازگوشان است.